# Paul S. Fox
Paul S. Fox (30 de setembro de 1898 — maio de 1972) é um diretor de arte estadunidense. Venceu o Oscar de melhor direção de arte em três ocasiões: por The Robe, The King and I e Cleopatra.